# Aristàreta
Aristàreta (en grec antic: Ἀρισταρέτη) va ser una pintora de l'antiga Grècia, considerada una de les sis dones artistes de l'antiguitat, segons Plini el Vell, juntament amb les pintores Irene, Calipso, Timàreta, Iaia de Cízic i Olimpíada.
La poca informació que Plini el Vell aporta a la seva obra Naturalis Historia sobre Aristàreta és que era filla i deixeble del pintor Nearc, i que hauria dibuixat un retrat d'Asclepi, déu de la medicina en la mitologia grega.